# Опел Кросленд X
„Опел Кросленд X“ (Opel Crossland X) е модел малки кросоувър SUV (сегмент J/B) на германския производител „Опел“.
Моделът е първият, създаден в резултат на започналото през 2012 година сътрудничество между „Опел“ и „Груп ПСА“, и е базиран на модела „Пежо 2008“. Произвежда се от 2017 до 2024 година в завода на „Опел“ в Сарагоса.
Във Великобритания „Опел Кросленд X“ се продава под името „Воксхол Кросленд X“.